# Amtsgericht Zschopau
Das Amtsgericht Zschopau war ein Gericht der ordentlichen Gerichtsbarkeit und ein Amtsgericht in Sachsen mit Sitz in Zschopau.

## Geschichte
In Zschopau bestand bis 1879 das Gerichtsamt Zschopau als Eingangsgericht. Im Rahmen der Reichsjustizgesetze wurden 1879 im Königreich Sachsen die Gerichtsämter aufgehoben und Amtsgerichte, darunter das Amtsgericht Zschopau, geschaffen. Der Sprengel des Amtsgerichtes bestand aus Zschopau, Dittersdorf, Dittmannsdorf, Gornau, Hohndorf, Krumhermersdorf mit Bornwaldhäusern, Feldgütern und Gasthäusern, Schlößchen Porschendorf mit Lehnhäusern (Lehnhaus Zschopau), Weißbach bei Zschopau mit der Büchelmühle, Witzschdorf und das Dittersdorfer Forstrevier. Das Amtsgericht Zschopau war eines von 16 Amtsgerichten im Bezirk des Landgerichtes Chemnitz. Der Amtsgerichtsbezirk umfasste danach 17.888 Einwohner. Das Gericht hatte damals zwei Richterstellen und war ein kleines Amtsgericht im Landgerichtsbezirk.
In der DDR wurden das Amtsgericht Zschopau mit der Verwaltungsreform von 1952 aufgehoben und das Kreisgericht Zschopau an seiner Stelle neu geschaffen. Gerichtssprengel war nun der Kreis Zschopau. Nach dem Zusammenbruch der DDR wurde das Amtsgericht Zschopau 1992 aufgrund des Sächsischen Gerichtsorganisationsgesetzes erneut eingerichtet, aber bereits 1994 wieder aufgehoben.

## Gerichtsgebäude

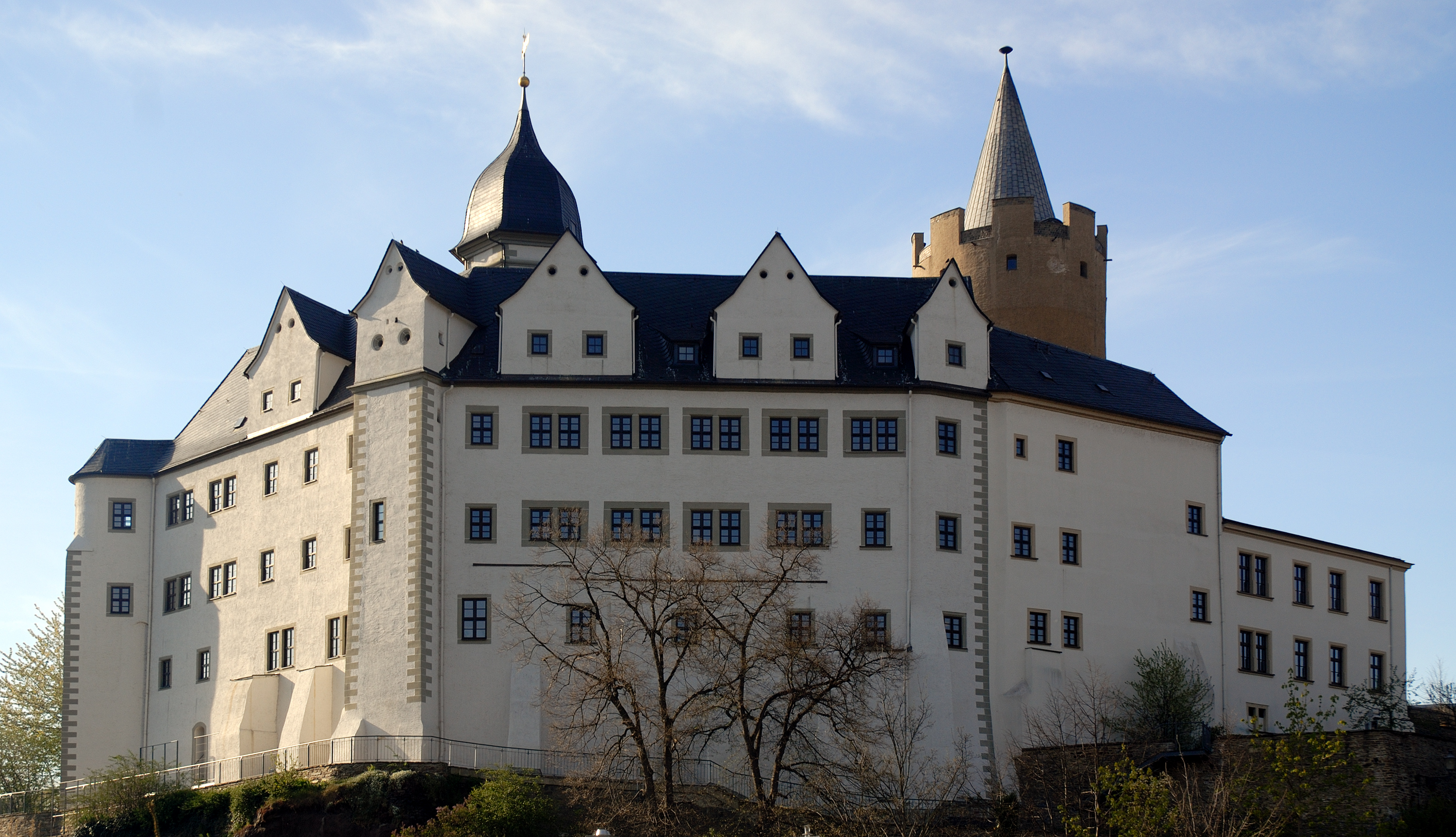
Gericht im Schloss Wildeck (2007)

Das Amtsgericht nutzte das Schloss Wildeck als Gerichtsgebäude. Es steht unter Denkmalschutz. Im Schloss nutzte das Amtsgericht das erste Obergeschoss im Südostflügel. Später wurde auch der zweigeschossige klassizistische Anbau mit einem kleinen Gerichtssaal genutzt.